# Euphyia muscosata
Euphyia muscosata là một loài bướm đêm trong họ Geometridae.